# Jardín Botánico Rancho Santa Ana
El Jardín Botánico Rancho Santa Ana (en inglés : Rancho Santa Ana Botanic Garden) es un jardín botánico de 86 acres (34,8 hectáreas) de extensión, especializado en plantas endémicas de California.
Está administrado por una asociación sin ánimo de lucro. Es miembro del BGCI y presenta trabajos para la Agenda Internacional para la Conservación en los Jardines Botánicos.
Su código de reconocimiento internacional como institución botánica (en el Botanical Gardens Conservation International BGCI), así como las siglas de su herbario es RSA.

## Localización
El Jardín Botánico Rancho Santa Ana está situado en una elevación de 1.350 pies en el llano entre las montañas de Claremont, y de San Gabriel, California. El jardín botánico de 86 acres se presenta en tres áreas diferentes: « Indian Hill Mesa » "Mesa de la colina del indio" (plantado con los cultivares maduros y especies silvestres de plantas nativas de California), « East Alluvial Gardens » "jardines aluviales del este" (incluye el jardín del desierto, la duna costera y colecciones de las islas de canal de California), y las « Plant Communities » "comunidades de plantas" ( en exhibiciones, en asociaciones naturalistas de plantas, incluyen los ejemplos cultivados más grandes de la "Big Berry Manzanita" y de numerosas plantaciones de la rara y en peligro de extinción de la "Crucifixion Thorn").
Rancho Santa Ana Botanic Garden, 1500 N. College Avenue, Claremont, Los Ángeles county, California CA 91711-3157 United States of America-Estados Unidos de América.
Planosyvistas satelitales.34°06′42″N 117°42′58″O / 34.11167, -117.71611
- Promedio Anual de Lluvias: 485 mm
- Altitud: 396.00 m s. n. m.

## Historia
El jardín botánico tiene sus inicios en 1927, año en el que Susanna Bixby Bryant estableció un jardín de plantas nativas en su rancho en el Condado de Orange.
El jardín fue trasladado a Claremont en 1951. Este estuvo abierto al público con admisión libre durante 58 años; en 2009 fue aplicada una tarifa de entrada.

## Colecciones

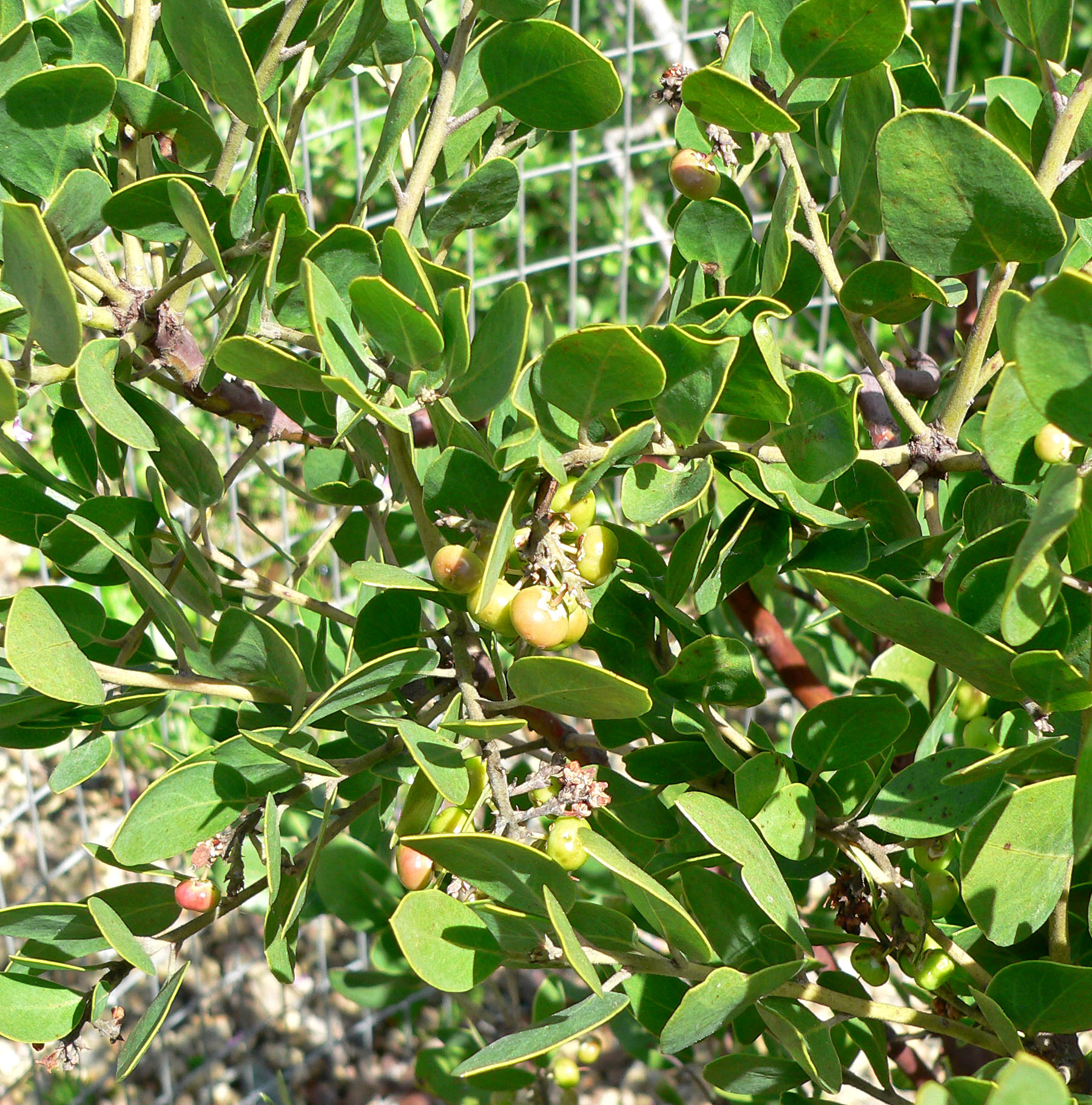
Arctostaphylos manzanita, planta nativa de California.

Actualmente (2009) el jardín botánico contiene unas 70,000 plantas nativas de California, con 1780 Taxones cultivados, y 6299 Accesiones de plantas vivas.
Entre sus colecciones especiales:Arctostaphylos (86 taxones), Ceanothus (78 taxones).
Las especies de plantas cultivadas son exclusivamente de plantas nativas de California, incluyendo el norte de Baja California.
Su banco de germoplasma contiene unas 3.000 accesiones que representan 1.400 taxones del estado de California y del norte de Baja California en las colecciones del banco de germoplasma de "MexicoSeed" de especies de plantas raras, amenazadas, y en peligro de extinción de California, muchas colecciones representan el único material genético restante de poblaciones actualmente extintas en su medio natural.

## Actividades
En este centro se despliegan una serie de actividades a lo largo de todo el año:
- Programas de conservación

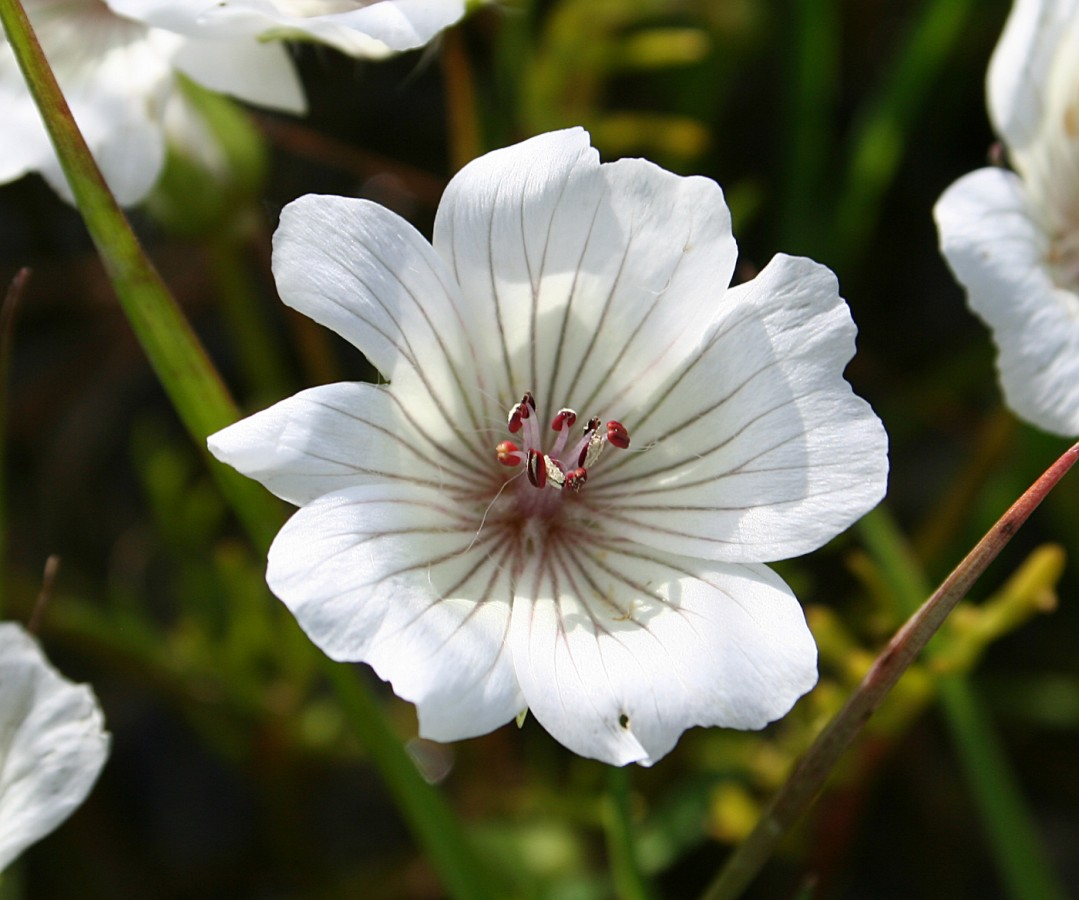
Limnanthes douglasii subsp. rosea planta anual, endémica de California.

- Programa de mejora de plantas medicinales
- Programas de conservación « Ex Situ »
- Biotecnología
- Estudios de nutrientes de plantas
- Ecología
- Conservación de Ecosistemas
- Programas educativos
- Etnobotánica
- Exploración
- Horticultura
- Restauración Ecológica
- Sistemática y Taxonomía
- Sostenibilidad
- Farmacología
- Index Seminum
- Exhibiciones de plantas especiales
- Sociedad de amigos del botánico
- Cursos para el público en general

El jardín tiene un activo departamento de investigación, especializándose en la botánica sistemática y florística.
Posee un herbario en cooperación con la Universidad de Pomona con unos 1.000.000 de pliegos de especímenes. El diario Aliso es una publicación semestral de la organización . El jardín ofrece grados en botánica a través de la Claremont Graduate University.